# Maison à Bački Petrovac
La « maison à Bački Petrovac » (en serbe cyrillique : Кућа у Бачком Петровцу ; en serbe latin : Kuća u Bačkom Petrovcu) est située à Bački Petrovac, dans la province de Voïvodine et dans le district de Bačka méridionale, en Serbie. Elle est inscrite sur la liste des monuments culturels d'importance exceptionnelle de la république de Serbie (identifiant no SK 1017).

## Présentation

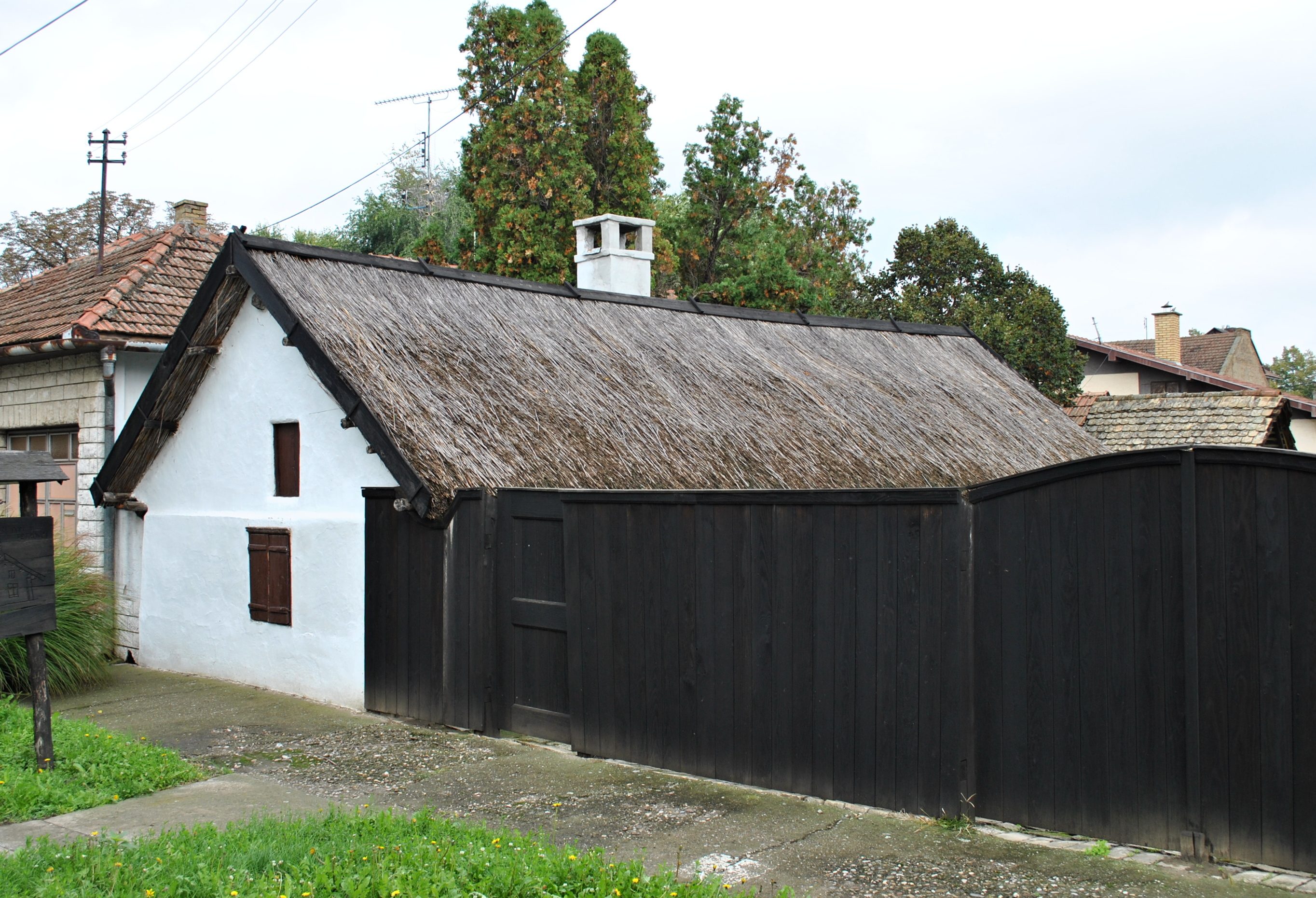
Autre vue de la maison

La maison a été construite au moment de l'arrivée de populations slovaques au milieu du XVIIIe siècle.
Typique de l'architecture traditionnelle pannonienne, elle est dotée de murs en boue séchée et partiellement enterrés ; elle est recouverte d'un toit en roseaux avec des pignons latéraux en bois. L'intérieur est constitué de trois parties. La partie centrale donne accès à l'extérieur et aux autres pièces de la maison et sert de salle commune et de cuisine ; cette salle a conservé son foyer ouvert avec une banquette et un four en briques. Dans toutes les pièces, le sol est en pisé.
Aujourd'hui, la maison est devenue un petit musée ethnographique témoignant de la vie des familles slovaques d'autrefois dans la région.

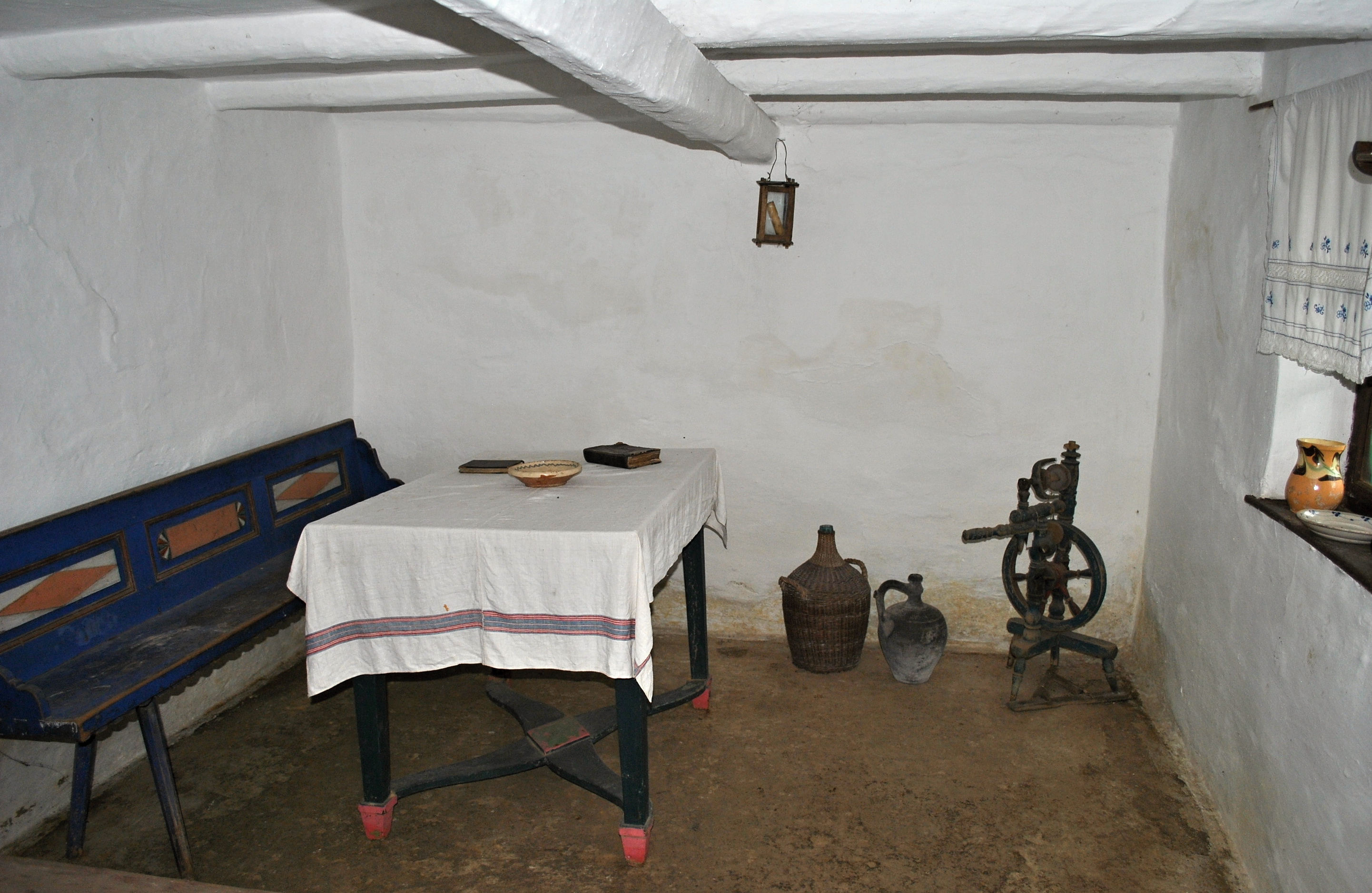
La salle principale
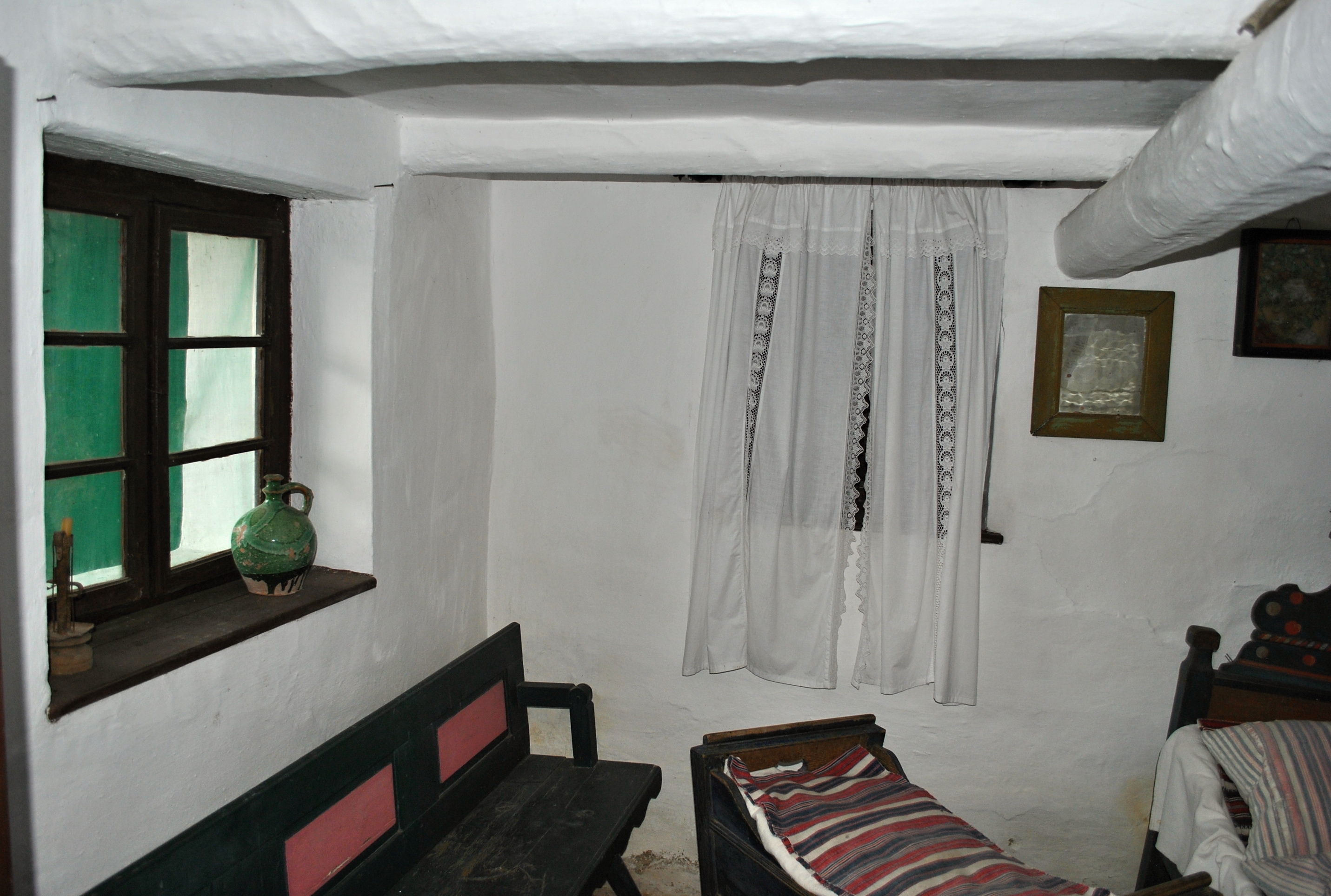
Autre vue de l'intérieur